# Banaran (Grabag)
Banaran is een bestuurslaag in het regentschap Magelang van de provincie Midden-Java, Indonesië. Banaran telt 4951 inwoners (volkstelling 2010).